# Сантана, Педро
Педро Сантана Фамильяс (англ. Pedro Santana Familias, 29 июня 1801, Энш — 14 июня 1864, Санто-Доминго) — государственный деятель Доминиканской Республики, её первый, четвёртый и восьмой президент, а также первый генерал-губернатор Санто-Доминго в период испанской оккупации. При этом был испанским роялистом и правил авторитарно.

## До избрания президентом
Родился в семье плантатора в приграничной зоне (место рождения, Энш, сейчас находится в Гаити). Отец — Педро Сантана, мать — Петрония Фамилиас. Около 1805 года семья, спасаясь от проводимой войсками гаитянского императора резни, переехала сначала в Сибао, затем в Санта-Крус-де-эль-Сейбо на востоке страны.
По предложению своего брата-близнеца полковника Рамона Сантаны был представлен Хуану Пабло Дуарте и присоединился к движению за независимость Доминиканской республики. Быстро стал одной из самых влиятельных фигур движения. 16 января 1844 года был среди подписавших Манифест Независимости. 27 февраля Сантана отправился в Санто-Доминго, где он заручился поддержкой французского консула. В тот же день была объявлена независимость Доминиканской Республики от Гаити. 7 марта президент Центральной хунты Томас Бобадилья-и-Брионес назначил Сантану главнокомандующим силами на южной границе. В конце мая между Бобадильей и Хуаном Пабло Дуарте развязалась борьба, в результате которой Бобадилья был смещён со своего поста, а Сантана отправлен в отставку. Однако он вместе со своими войсками переместился в Санто-Доминго, где 16 июля сам себя провозгласил себя президентом центральной хунты и главой Республики. В августе 1844 года он выслал из страны архитекторов её независимости во главе с Дуарте и остался наиболее весомой политической фигурой. 13 ноября 1844 года Педро Сантана был провозглашён первым конституционным президентом Доминиканской Республики.

## Первый президентский срок
Довольно быстро у Сантаны обнаружились диктаторские наклонности. Он настаивал на том, чтобы в конституцию была внесена статья 210, дающая в военное время президенту страны издавать любые указы и не нести за них никакую ответственность. 27 февраля 1845 года, в первую годовщину независимости, он отдал приказ о расстреле Андреса Санчеса и Марии Тринидад Санчес, брата и тёти бывшего председателя правительства Франсиско Санчеса, а также Хосе дель Кармен Фигейроа, по обвинению в заговоре против правительства. Мария Тринидад Санчес была автором национального флага и считается героиней освободительного движения.
Практически весь первый срок президентства Сантаны на гаитянской границе, а также на востоке страны шли военные действия.
Предполагалось, что Сантана избран на два четырёхлетних срока, так что он должен править до 1852 года. Однако политический и экономический кризис подорвали авторитет его правительства, и 4 августа 1848 года он ушёл в отставку, указав в качестве причины проблемы со здоровьем. Через четыре дня его преемником стал Мануэль Хименес Гонсалес, но Конгресс потребовал его отставки. 28 мая 1849 года Сантана совершил государственный переворот, отправив Хименеса в отставку, и заняв должность Верховного руководителя республики. Его задачей была организация выборов, на которых победил Буэнавентура Баэс. 23 сентября 1849 года Сантана ушёл в отставку, передав власть Баэсу.

## Второй президентский срок
На выборах 1853 года Сантана вновь был избран президентом. Его правление мало отличалось от предыдущего и было отмечено деспотизмом и самоволием. С другой стороны, он провёл политическую амнистию, которая позволила многим оппозиционным деятелям вернуться в страну. Амнистия не включала Хуана Пабло Дуарте, жившего в изгнании в Венесуэле.
Сантана продолжил переговоры с США, начатые его предшественником Баэсом, об установлении протектората США над Доминиканской Республикой. Испания, до этого не проявлявшая к Доминиканской Республике никакого интереса, теперь была заинтересована в оказании влияния на страну, что привело к подписанию нескольких соглашений между двумя странами. В 1856 году испанский консул в Санто-Доминго, Антонио Мария Сеговия, которому было поручено наблюдать за развитием отношений между США и Доминиканской Республикой, предложил испанское гражданство всем гражданам Доминиканской Республики, которые того пожелают. Фактически это означало поддержку доминиканской оппозиции Испанией.
Дипломатический кризис и тяжёлое экономическое положение привели к отставке Сантаны 26 мая 1856 года. Его сменил вице-президент Мануэль де Релья Мота.

## Третий президентский срок
28 июля 1858 года произошёл очередной государственный переворот, в результате которого Сантана сместил президента Хосе Десидерио Вальверде, находившегося у власти лишь полтора месяца, и сам стал президентом. Страна в это время находилась в состоянии тяжелейшего экономического кризиса, вызванного предшествовавшими политическими событиями. Экспорт отделочной древесины, основного торгового продукта, был сильно сокращён, и доходы от него уменьшились. Центральное правительство практически не имело собственных ресурсов. Сантана попробовал нормализовать ситуацию, проведя в январе 1859 года президентские выборы, которые он же и выиграл.
В этот период Доминиканская Республика опасалась вторжения гаитянских войск под предводительством императора Фостена I. 15 января 1859 года последний был свергнут и бежал из страны. Новый президент Фабр Жеффрар выступил за добрососедские отношения между двумя странами. Однако экономическое положение Доминиканской Республики только ухудшалось, так как Сантана, продолжая монетарную политику своих предшественников, увеличивал денежную массу. Обоснованием этого служила необходимость сопротивления гипотетической агрессии Гаити. Поэтому, несмотря на заявления Жеффрара, Сантана для обоснования своей политики вынужден был искать сближения с Испанией под предлогом защиты от Гаити. В письме королеве Изабелле II он просил об испанском протекторате или даже об аннексии Доминиканской Республики Испанией. Сантане и его правительству протекторат или аннексия были выгодны, так как предполагали сохранение привилегий и социального положения, и должны были защитить правящую элиту от восстаний. Испания, однако, опасалась, что аннексия будет отторгнута населением. Сантана приложил серьёзные усилия к тому, чтобы обеспечить должную политическую поддержку, назначив ответственных за работу в провинциях и выслав противников аннексии из страны.
18 марта 1861 года была провозглашена аннексия Доминиканской Республики Испанией, что положило началу длительных беспорядков в стране. Педро Сантана был назначен генерал-губернатором Санто-Доминго, но 20 июля 1862 года ушёл с этого поста, сообщив о проблемах со здоровьем. Реальной причиной были потеря поддержки и авторитета. 28 марта 1862 года он получил от королевы титул маркиза Каррерас.
Педро Сантана умер в Санто-Доминго 14 июня 1864 года.